# 3e étape du Tour d'Espagne 2016
La 3e étape du Tour d'Espagne 2016 s'est déroulée le lundi 22 août 2016, entre Marín et Dumbría.

## Parcours
L'étape est tracé en Galicie. Le parcours devient escarpé aux deux-tiers, avec l'alto Lestaio, les monts de Carnota, une descente avant l'alto de Paxareiras, une partie en vallée et la montée finale vers le mirador de Ézaro.

## Déroulement de la course
Alors qu'il composait l'échappée, Simon Pellaud (IAM) attaque avant le sommet de Lestaio, il reste seul jusqu'à Paxareiras où il est repris par Pieter Serry (Etixx-Quick Step) et Alexandre Geniez (FDJ). Dans la montée finale, l'équipe Movistar met une accélération soudaine faisant lâcher une grande partie du peloton et les favoris comme Contador, seul Froome parvient à revenir sur le groupe. Rubén Fernández attaque dans les derniers hectomètres pensant aller gagner l'étape, mais Geniez a résisté à son retour.

## Résultats

### Classement de l'étape
| \| Classement de l'étape \| Classement de l'étape \| Classement de l'étape \| Classement de l'étape \| Classement de l'étape \| \| Coureur \| Coureur \| Pays \| Équipe \| Temps \| \| --------------------- \| --------------------- \| --------------------- \| --------------------- \| --------------------- \| \| 1er \| Alexandre Geniez \| France \| FDJ \| 4 h 28 min 36 s \| \| 2e \| Rubén Fernández \| Espagne \| Movistar Team \| + 21 s \| \| 3e \| Alejandro Valverde \| Espagne \| Movistar Team \| + 26 s \| |                    |         |               |                 |
| |                    |         |               |                 |
| Source : ProCyclingStats |                    |         |               |                 |
| Classement de l'étape |                    |         |               |                 |
| Coureur | Coureur            | Pays    | Équipe        | Temps           |
| 1er | Alexandre Geniez   | France  | FDJ           | 4 h 28 min 36 s |
| 2e | Rubén Fernández    | Espagne | Movistar Team | + 21 s          |
| 3e | Alejandro Valverde | Espagne | Movistar Team | + 26 s          |

### Classement général
| \| Classement général \| Classement général \| Classement général \| Classement général \| Classement général \| \| Coureur \| Coureur \| Pays \| Équipe \| Temps \| \| ------------------ \| ------------------ \| ------------------ \| ------------------ \| ------------------ \| \| 1er \| Rubén Fernández \| Espagne \| Movistar Team \| 9 h 16 min 07 s \| \| 2e \| Alejandro Valverde \| Espagne \| Movistar Team \| + 7 s \| \| 3e \| Christopher Froome \| Royaume-Uni \| Team Sky \| + 11 s \| |                    |             |               |                 |
| |                    |             |               |                 |
| Source : ProCyclingStats |                    |             |               |                 |
| Classement général |                    |             |               |                 |
| Coureur | Coureur            | Pays        | Équipe        | Temps           |
| 1er | Rubén Fernández    | Espagne     | Movistar Team | 9 h 16 min 07 s |
| 2e | Alejandro Valverde | Espagne     | Movistar Team | + 7 s           |
| 3e | Christopher Froome | Royaume-Uni | Team Sky      | + 11 s          |